# Maison de Dušan Jovanović à Šljivar
La maison de Dušan Jovanović à Šljivar (en serbe cyrillique : Стара кућа Душана Јовановића у Шљивару ; en serbe latin : Stara kuća Dušana Jovanovića u Šljivaru) se trouve à Šljivar, sur le territoire de la ville de Zaječar, en Serbie. Elle est inscrite sur la liste des monuments culturels protégés de la république de Serbie (identifiant no SK 1007),.

## Présentation
La maison a été construite au début du XXe siècle.